# المقتبس من أنباء الأندلس
المقتبس من أنباء الأندلس هو تأريخ للمؤرخ ابن حيان القرطبي تناول فيه تاريخ الأندلس منذ بوادر الفتح الإسلامي للأندلس سنة 91 هـ إلى سنة 363 هـ في حكم الحكم المستنصر بالله. وسبب تسميته «المقتبس» أن المؤلف اعتمد فيه على «الاقتباس» من الكتب السابقة، والمقتبس كتاب ضخم يبلغ عشر مجلدات ولكن الذي وصل منه هو عدة قطع فقط. كما أن المقتبس قد ورد ذكره بأسماء متعددة فابن حزم يذكره باسم «كتاب التاريخ الكبير» ويذكره الزركلي باسم «المقتبس في تاريخ الأندلس» في الأعلام، وكذلك كحالة في (معجم المؤلفين)، والمقتبس في تاريخ رجال الأندلس كما ذكره فيليب حتيفي (تاريخ العرب)، و«المقتبس من أنباء أهل الأندلس» كما ذكره ابن الأبار في (الحلة السيراء)، وقد ورد في الجزء الذي حققه عبد الرحمن علي الحجي بخط المؤلف «المقتبس في أخبار بلد الأندلس».

## الأجزاء المتوفرة من المقتبس
- القطعة الأولى: وجدها «ليفي بروفنسال» في خزانة القرويين بفاس، وتتألف من ستين لوحة كبيرة، وفيها حوادث الأندلس من عام 180 هـ إلى 232 هـ، وتؤرخ لإمارة الحكم بن هشام و25 سنة من إمارة ابنه عبد الرحمن الأوسط وتتفرد بمعلومات لا توجد إلا فيها، [3] لكن هذه القطعة رغم اعتماد بروفنسال عليها في تأليف كتابه «تاريخ إسبانيا الإسلامية» وإرساله صورة عن المخطوط إلى «عبد الحميد العبادي» فإن الأصل ضاع ولم يوجد في مقتنياته بعد وفاته. ثم اكتشف المخطوط في جامعة مدريد وطبع كصورة مخطوط 1999، ونشره محققًا د.مكي 2003 في مركز الملك فيصل للبحوث والدراسات الإسلاميةبعنوان «السفر الثاني من كتاب المقتبس»
- القطعة الثانية: تلي بالترتيب القطعة الأولى ومتصلة معها وتغطي من 232 هـ إلى 267 هـ وتغطي تتمة إمارة عبد الرحمن الأوسط ومعظم إمارة محمد بن عبد الرحمن، ونشرها د. محمود علي مكي 1973 في دار الكتاب العربي.
- القطعة الثالثة: توجد في المكتبة البودلية بأكسفورد 107 لوحة وتغطي من 267 هـ إلى 300 هـ صدرت في باريس 1937 ثم أعاد تحقيقها إسماعيل العربي ونشرها في دار آفاق في المغرب 1990.
- القطعة الرابعة: وتغطي من 300 إلى 330 هـ وتؤلف القسم الخامس من الكتاب، وفيها نقص من أولها، نشرت في إسبانيا ثم نشر ترجمة إسبانية لها،[4]
- القطعة الخامسة وتغطي من 360 إلى 364 هـ وهي التي حققها عبد الرحمن حجي ونشرت في بيروت

## الأجزاء المطبوعة
- المقتبس في أخبار بلد الأندلس - ابن حيان القرطبي - تحقيق د. عبد الرحمن علي الحجي
- المقتبس في أخبار بلد الأندلس - ابن حيان القرطبي بتحقيق د. صلاح الدين الهواري
- كتاب المقتبس لابن حيان القرطبي تحقيق د. محمود علي مكي
- المقتبس لابن حيان تحقيق إسماعيل العربي
- المقتبس لابن حيان القرطبي (الجزء الخامس) نشره: ب. شالميتا بالتعاون لضبطه وتحقيقه مع: ف. كورينطي وم. صبح وغيرهما
- السفر الثاني من كتاب المقتبس لابن حيان الأندلسي، تحقيق د. محمود علي مكي، مركز الملك فيصل للبحوث والدراسات الإسلامية بالرياض، الطبعة الأولى سنة 1424 هـ - 2003 م

## حادثة المجاعة
مما أورده ابن حيان القرطبي عن ابن هشام الشبينسي: نالت أهل الأندلس مجاعة شديدة صدر 207 هـ سببه الجراد الذي أكل الغلال فنالت الناس مجاعة عظيمة، كفى حدها الأمير عبد الرحمن بإطعام الضعفاء والمساكين من أهل قرطبة، وذكر فيها دعاء الإمام وتأمين أيوب العابد المستجاب فسقى الله الناس وغاب أيوب فلم يظهر.

## ذكره الأشعار
ذكر المؤلف في كتابه الكثير من الأشعار التي توثق الأحداث من تولي الحكام وموتهم وذم القضاة الفسادين وغير ذلك.
من مثل قول شاعر الهجاء في ذم القاضي يخامر: فسبحان من أعطاك بطشًأ وقوة.. وسبحان من أعطى القضاء يخامرًا